# 谷口陸男
谷口 陸男（たにぐち りくお、1914年6月20日 - 1988年10月21日）は、日本のアメリカ文学者、翻訳家。

## 経歴
1914年、三重県生まれ。東京帝国大学文学部英文科を卒業。
神戸大学助教授ののち、東京大学教養学部教授を務めた。1975年に東京大学を定年退官し、その後は大谷女子大学、中京大学教授として教鞭をとった。1987年、東京大学名誉教授となった。

## 研究内容・業績
英米文学のうち、ロスト・ジェネレーションの米国作家たちを主な研究対象とした。ヘミングウェイ、ヘンリー・ミラーなどの翻訳を手掛けた。

## 著作

### 著書
- 『文明憎悪の文学者 アンブローズ・ビァス』（研究社出版） 1955
- 『失われた世代の作家たち 20世紀アメリカ作家論』（南雲堂） 1955
- 『ヘミングウェイの肖像』（南雲堂） 1956
- 『ヘミングウェイ研究』（三笠書房、ヘミングウェイ全集別巻） 1956
- 『アメリカの若者たち その文学的映像』（岩波新書） 1961
- 『アメリカ文学の世紀末』（編、南雲堂） 1983

### 翻訳
- 『女になつた男 / 卵』（シャーウッド・アンダスン、宮崎芳三共訳、英宝社） 1956
- 『夜はやさし』（フィツジェラルド、角川文庫） 1960
- 『現代小説のすがた その技法と形式』（ウィリアム・ヴァン・オコナー、南雲堂） 1961
- 『ロデリック・ハドソン』（ヘンリー・ジェイムズ、筑摩書房、世界文学大系） 1963
- 『ボストンの人々』（ヘンリー・ジェイムズ、中央公論社、世界の文学） 1966
- 『西域への砂漠の道』（オーウェン・ラティモア、白水社、西域探検紀行全集） 1967、のち新版
- 『怒りのぶどう』（ジョン・スタインベック、講談社、世界文学全集） 1968、講談社文庫 1976
- 『南回帰線 / 性の世界 / 梯子の下の微笑』（ヘンリー・ミラー、中央公論社、世界の文学） 1969
- 『赤い武勇章』（スティーヴン・クレイン、八潮出版社） 1984
- 『アレクサンダーの道 ガンダーラ・スワート』（オーレル・スタイン、澤田和夫共訳、白水社） 1984

### アーネスト・ヘミングウェイに関するもの
- 『勝者には何もやるな』（ヘミングウェイ、三笠書房、「全集」1） 1955
- 『武器よさらば』（ヘミングウェイ、岩波文庫） 1957
- 『ヘミングウェイ短篇集』（ヘミングウェイ、研究社出版） 1957
- 『日はまた昇る』（ヘミングウェイ、岩波文庫） 1958
- 『死者の博物誌 / 密告』（ヘミングウェイ、岩波文庫） 1972
- 『インディアン部落 / 不敗の男』（ヘミングウェイ、岩波文庫） 1972
- 『ヘミングウェイ短篇集』（ヘミングウェイ、岩波文庫） 1987